# 谈立人
谈立人（1916年11月—2021年12月15日），原名谈正宗，曾用名谈裕宗、谈锋，男，直隶宁河（今属天津）人，中华人民共和国政治人物，曾任辽宁省革命委员会副主任，辽宁省人民政府副省长，中华诗词学会副会长。